# Truffe (film)
Pour les articles homonymes, voir Truffe.
Truffe est un film québécois réalisé par Kim Nguyen. La première a eu lieu le 3 juillet 2008 lors du festival FanTasia 2008 et la sortie en salle était le 22 août 2008. Le film à une durée de 78 minutes, mais la version du réalisateur dure 19 minutes de moins soit 59 minutes.

## Synopsis
En 2010, le réchauffement climatique a transformé le quartier populaire montréalais d'Hochelaga-Maisonneuve en terreau fertile pour la truffe noire. On retrouve partout des gisements du champignon, qui est une denrée rare et coûteuse. Alice (Céline Bonnier) et Charles (Roy Dupuis) tentent leur chance dans l'aventure, tout comme une nouvelle compagnie qui vient de s'installer dans le quartier.

## Distribution
- Céline Bonnier : Alice
- Roy Dupuis : Charles
- Pierre Lebeau : M. Tremblay
- Danielle Proulx : Mme Tremblay
- Michèle Richard : Mme Kinsdale
- Jean-Nicolas Verreault : Électricien

## Réception
Jérémy Hervieux, du site Le Coin Du DVD, en dit : « Le film tire son succès de par son ambiguïté fascinante due à la réalisation particulièrement innovatrice de Kim Nguyen »[réf. souhaitée].